# 内田祥三
内田 祥三（うちだ よしかず、1885年2月23日 - 1972年12月14日）は、日本の建築学者、建築家。元東京帝国大学総長。1957年日本学士院会員。1972年文化勲章受章。

## 人物
東京帝国大学建築学科で構造計算法と鉄骨および鉄筋コンクリートの講義を担当。佐野利器の建築構造学を引き継ぐ形で発展させ、建築構造、防災、都市計画、文化財修復など数多くの分野に業績を残すとともに、東京帝国大学営繕部長も兼務し、多くの後進を育てた。
関東大震災（1923年）後の東京帝大構内の復旧を主導。正門から続く銀杏並木などキャンパスに明快な軸線を導入し、「内田ゴシック」といわれるデザインパターンの建物を数多く建設した。
1943年に東京帝国大学総長に就任。平賀の死後、興亜工業大学（現・千葉工業大学）への支援を引き継ぎ、同大の運営に尽力。敗戦前は、帝都防衛司令部として東京帝大を使用したいという軍部の強硬な申し出を断固として断り、終戦直後にはアメリカ軍が連合国軍総司令部、第8軍司令部として東大を接収要求した際に、各方面に働きかけて止めさせる。
代表作は東京大学本郷地区キャンパスの東京大学大講堂（安田講堂）である（震災前に着工し、1925年竣工。弟子岸田日出刀との共同設計）。
子に内田祥文、内田祥哉がいる。娘の美柯は弟子の松下清夫に嫁いだ。
東大サッカー部「アソシエーション式蹴球部」の部長を務めていた。

## 略歴

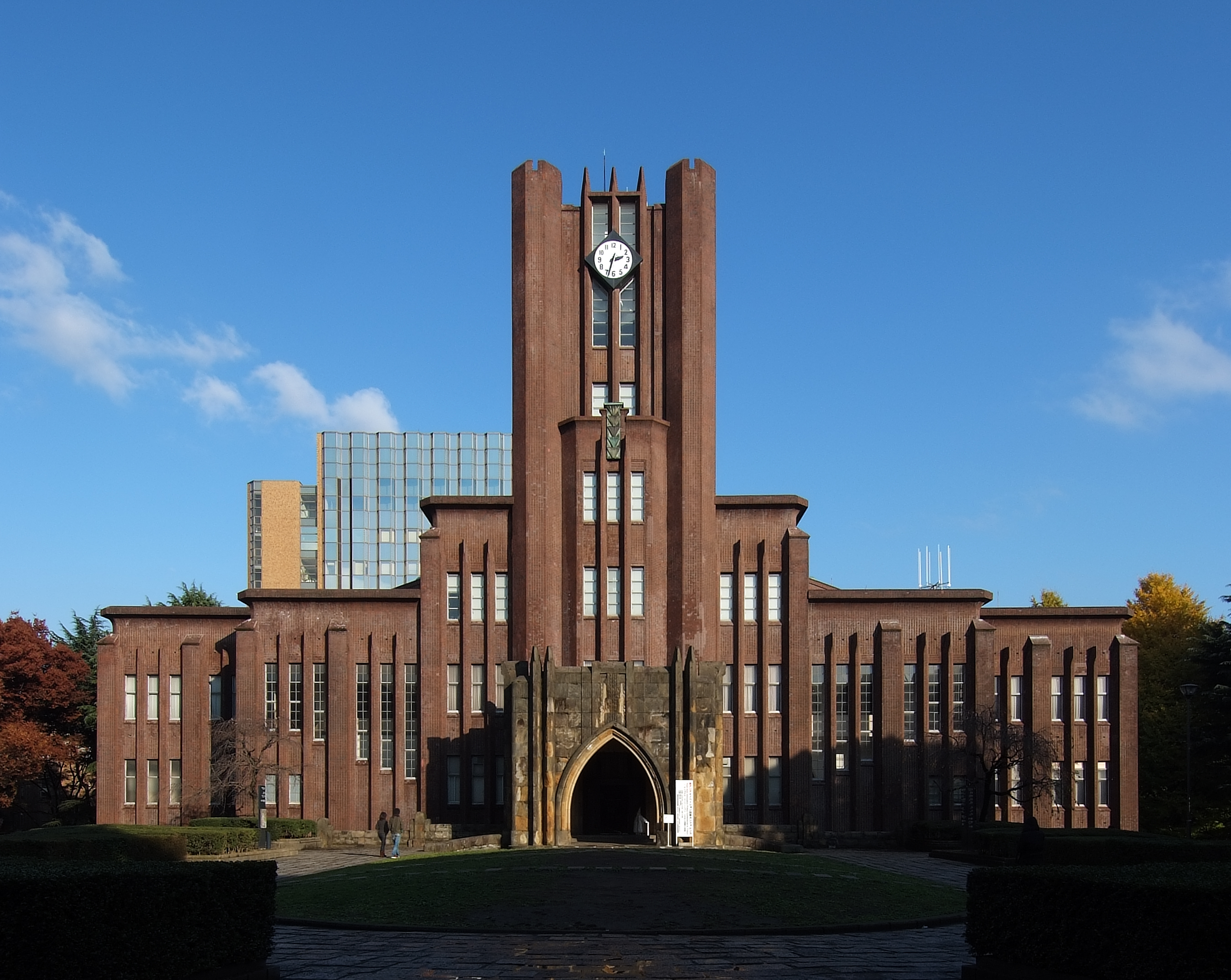
安田講堂

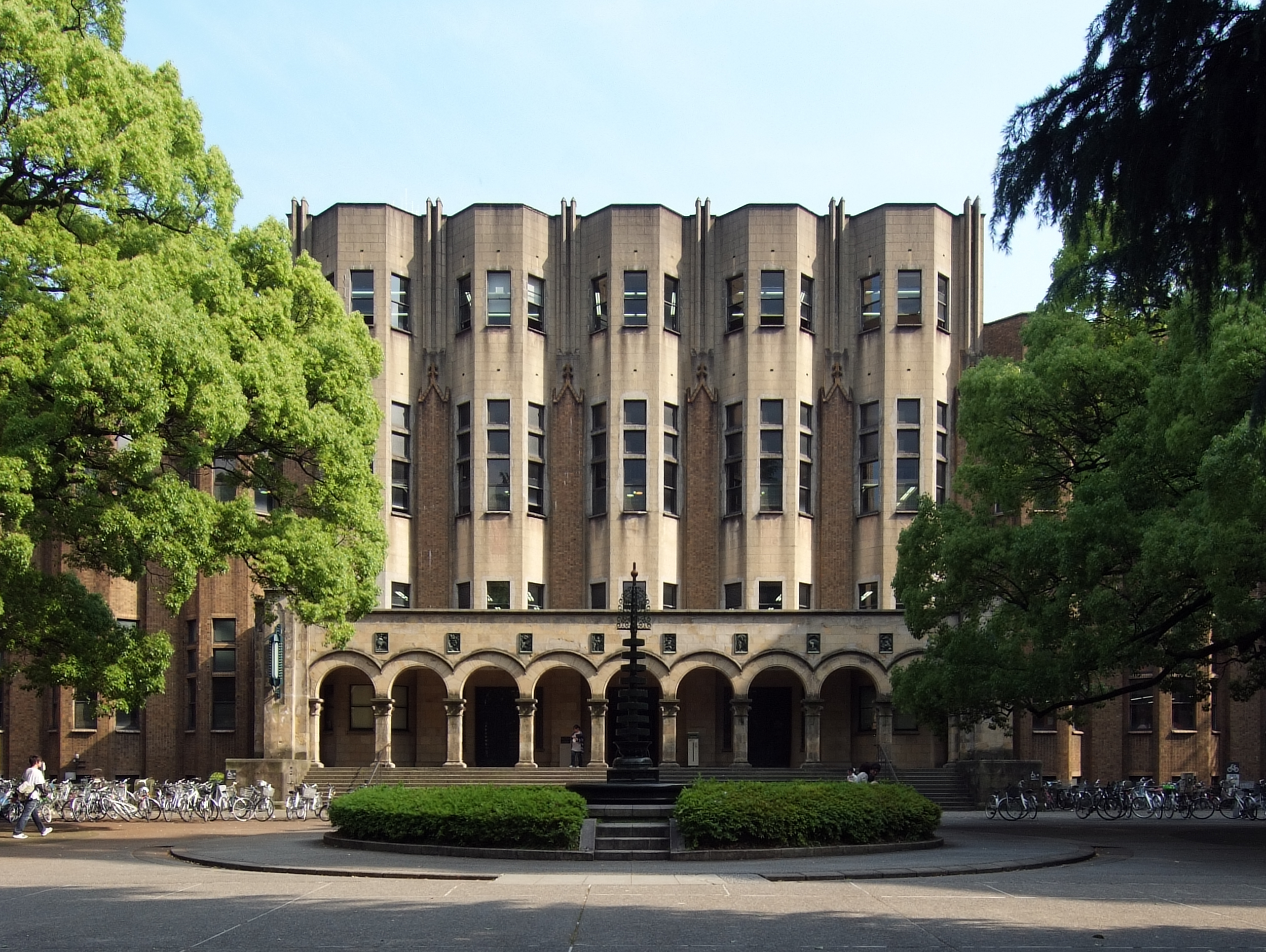
東大総合図書館

- 1885年 東京深川に生まれ。4歳の時に父を亡くす。
- 1901年 旧制開成中学を卒業、旧制第一高等学校に入学。
- 1904年 東京帝国大学工科大学建築学科入学。在学中に三菱ビジネス街で建築実習。
- 1907年 同大学卒業（共に市街地建築物法の起草に関わった笠原敏郎は同期）。三菱合資地所部（現三菱地所）に入社し、13号館などオフィスビル等の建設に従事。
- 1910年 東京帝国大学大学院に進む。佐野利器の下でコンクリート・鉄骨等の建築構造を研究。
- 1911年 同大学講師（嘱託）、陸軍経理学校講師。
- 1916年 東京帝国大学助教授。
- 1918年 論文「建築構造特に壁体および床に関する研究」で工学博士号を授与される。
- 1921年 同大学工学部教授。
- 1923年 同大学営繕課長を兼務、関東大震災後のキャンパス復興を指導。
- 1924年 財団法人同潤会理事（中之郷アパートを設計）。
- 1935年 日本建築学会会長を務める。
- 1943年 東京帝国大学第14代総長（1945年12月まで）。
- 1972年 文化勲章を受章。

## 作品
*現況欄の○は現存、✕は現存せず、△は一部現存。
*可読性の向上を図るため、東京帝国大学および東京大学に替わり東大の略称を用いた。
| 建築物名                                      | 現況 | 現況（最新名称）                                          | 年                 | 所在地           | 国             | 指定           | 備考                                                                                |
| --------------------------------------------- | ---- | --------------------------------------------------------- | ------------------ | ---------------- | -------------- | -------------- | ----------------------------------------------------------------------------------- |
| 所沢飛行船格納庫                              | ✕    |                                                           | 1912年（明治45年） | 埼玉県所沢市     | 日本           |                | 日本最初の鋼鉄架骨構造                                                              |
| 済南日本領事館（初代）                        | ✕    |                                                           | 1918年（大正13年） | 済南市           | 中国           |                |                                                                                     |
| 東大工学部2号館                               | △    |                                                           | 1924年（大正13年） | 東京都文京区     | 日本           |                | 南側半分のみ現存                                                                    |
| 和田小六邸                                    | ✕    |                                                           | 1924年（大正13年） | 東京都文京区     | 日本           |                |                                                                                     |
| 東大大講堂（安田講堂）                        | ○    |                                                           | 1925年（大正14年） | 東京都文京区     | 日本           | 登録有形文化財 | 共同設計：岸田日出刀                                                                |
| 東大工学部列品館                              | ○    |                                                           | 1925年（大正14年） | 東京都文京区     | 日本           | 登録有形文化財 |                                                                                     |
| 東大医学部附属医院 耳鼻咽喉及整形外科病室     | ○    | 東大医学部附属病院南研究棟                                | 1925年（大正14年） | 東京都文京区     | 日本           |                | 共同設計：岸田日出刀                                                                |
| 浴風園本館                                    | ○    | 浴風会本館                                                | 1927年（昭和2年）  | 東京都杉並区     | 日本           |                |                                                                                     |
| 内田自邸                                      | ✕    |                                                           | 1927年（昭和2年）  | 東京都港区       | 日本           |                |                                                                                     |
| 東大工学部4号館                               | ○    |                                                           | 1927年（昭和2年）  | 東京都文京区     | 日本           |                |                                                                                     |
| 東大法学部3号館                               | ○    |                                                           | 1927年（昭和2年）  | 東京都文京区     | 日本           | 登録有形文化財 |                                                                                     |
| 東大図書館                                    | ○    | 東大総合図書館                                            | 1928年（昭和3年）  | 東京都文京区     | 日本           |                |                                                                                     |
| 東大医学部附属病院内科研究棟                  | ✕    |                                                           | 1928年（昭和3年）  | 東京都文京区     | 日本           |                |                                                                                     |
| 東大医学部附属医院精神科病室                  | ○    | 東大医学部附属病院東研究棟                                | 1928年（昭和3年）  | 東京都文京区     | 日本           |                |                                                                                     |
| 東大地震研究所本館                            | ✕    |                                                           | 1928年（昭和3年）  | 東京都文京区     | 日本           |                |                                                                                     |
| 東大航空研究所風洞部研究室                    | ○    | 東大先端科学技術研究センター1号館                         | 1928年（昭和3年）  | 東京都目黒区     | 日本           |                |                                                                                     |
| 東大航空研究所本館                            | ○    | 東大先端科学技術研究センター13号館                        | 1929年（昭和4年）  | 東京都目黒区     | 日本           |                |                                                                                     |
| 東大航空研究所発動機部研究室                  | ○    | 東大先端科学技術研究センター22号館                        | 1930年（昭和5年）  | 東京都目黒区     | 日本           |                |                                                                                     |
| 上海自然科学研究所                            | ○    | 上海生命科学研究院                                        | 1930年（昭和5年）  | 上海市           | 中国           |                |                                                                                     |
| 東大農学部1号館                               | ○    |                                                           | 1930年（昭和5年）  | 東京都文京区     | 日本           |                |                                                                                     |
| 東大医学部1号館                               | ○    |                                                           | 1931年（昭和6年）  | 東京都文京区     | 日本           |                |                                                                                     |
| 法華経寺聖教殿                                | ○    |                                                           | 1931年（昭和6年）  | 千葉県市川市     | 日本           |                | 共同設計：伊東忠太                                                                  |
| 天理学園                                      | ○    | 天理高等学校本校舎                                        | 1932年（昭和7年）  | 奈良県天理市     | 日本           |                |                                                                                     |
| 東大医学部附属病院放射線療法病室              | ○    | 東大医学部附属病院内科研究棟                              | 1932年（昭和7年）  | 東京都文京区     | 日本           |                |                                                                                     |
| 東大理学部臨海実験所水族室                    | ×    | 東大理学系研究科附属臨海実験所水族・標本棟                | 1932年（昭和7年）  | 神奈川県三浦市   | 日本           |                |                                                                                     |
| 東方文化学院                                  | ○    | 拓殖大学国際教育会館                                      | 1933年（昭和8年）  | 東京都文京区     | 日本           |                |                                                                                     |
| 旧制第一高等学校本館                          | ○    | 東大教養学部1号館                                         | 1933年（昭和8年）  | 東京都目黒区     | 日本           | 登録有形文化財 |                                                                                     |
| 癌研究会付属癌研究所及康楽病院                | ✕    |                                                           | 1934年（昭和9年）  | 東京都豊島区     | 日本           |                |                                                                                     |
| 東京高等農林学校                              | ○    | 東京農工大学農学部本館                                    | 1934年（昭和9年）  | 東京都府中市     | 日本           |                |                                                                                     |
| 東大理学部2号館                               | ○    |                                                           | 1934年（昭和9年）  | 東京都文京区     | 日本           |                |                                                                                     |
| 東大医学部附属医院 事務室薬局及外来患者診療所 | ○    | 東大医学部附属病院管理研究棟                              | 1934年（昭和9年）  | 東京都文京区     | 日本           |                |                                                                                     |
| 東大学生食堂                                  | ○    | 東大第2食堂                                               | 1934年（昭和9年）  | 東京都文京区     | 日本           |                |                                                                                     |
| 旧制第一高等学校図書館                        | ○    | 東大駒場博物館                                            | 1935年（昭和10年） | 東京都目黒区     | 日本           |                |                                                                                     |
| 旧制第一高等学校特設高等科                    | ○    | 東大教養学部101号館                                       | 1935年（昭和10年） | 東京都目黒区     | 日本           |                |                                                                                     |
| 東大法文経1号館                               | ○    | 東大法文1号館                                             | 1935年（昭和10年） | 東京都文京区     | 日本           | 登録有形文化財 |                                                                                     |
| 東大工学部1号館                               | ○    |                                                           | 1935年（昭和10年） | 東京都文京区     | 日本           |                |                                                                                     |
| 東大弓道場                                    | ○    |                                                           | 1935年（昭和10年） | 東京都文京区     | 日本           |                |                                                                                     |
| 東大理学部臨海実験所本館                      | ×    | 東大理学系研究科附属臨海実験所日本海洋生物 学百周年記念館 | 1936年（昭和11年） | 神奈川県三浦市   | 日本           |                |                                                                                     |
| 東大農学部2号館                               | ○    |                                                           | 1936年（昭和11年） | 東京都文京区     | 日本           |                |                                                                                     |
| 東大野球場観覧席・ ダッグアウトおよびフェンス | ○    |                                                           | 1937年（昭和12年） | 東京都文京区     | 日本           | 登録有形文化財 |                                                                                     |
| 東大農学部正門                                | ○    |                                                           | 1937年（昭和12年） | 東京都文京区     | 日本           |                |                                                                                     |
| 伝染病研究所本館                              | ○    | 東大医科学研究所1号館                                     | 1937年（昭和12年） | 東京都港区       | 日本           |                |                                                                                     |
| 都市保健館                                    | ✕    |                                                           | 1937年（昭和12年） | 東京都中央区     | 日本           |                |                                                                                     |
| 旧制第一高等学校同窓会館                      | △    | 東大駒場ファカルティハウス                                | 1937年（昭和12年） | 東京都目黒区     | 日本           |                | 洋館のみ現存。和館は現存せず。                                                      |
| 旧制第一高等学校講堂                          | ○    | 東大教養学部900番教室                                     | 1938年（昭和13年） | 東京都目黒区     | 日本           |                |                                                                                     |
| 東大法文経2号館                               | ○    | 東大法文2号館                                             | 1938年（昭和13年） | 東京都文京区     | 日本           | 登録有形文化財 |                                                                                     |
| 東大柔剣道場                                  | ○    | 東大七徳堂                                                | 1938年（昭和13年） | 東京都文京区     | 日本           |                |                                                                                     |
| 東大医学部本館                                | ○    | 東大医学部2号館                                           | 1938年（昭和13年） | 東京都文京区     | 日本           |                |                                                                                     |
| 公衆衛生院                                    | ○    | 港区立郷土歴史館等複合施設「ゆかしの杜」                  | 1938年（昭和13年） | 東京都港区       | 日本           |                |                                                                                     |
| 東大理学部植物園本館                          | ○    |                                                           | 1939年（昭和14年） | 東京都文京区     | 日本           |                | 小石川植物園                                                                        |
| 東大工学部3号館                               | ✕    |                                                           | 1939年（昭和14年） | 東京都文京区     | 日本           |                | 外壁復元                                                                            |
| ニューヨーク万国博覧会日本特設館              | ✕    |                                                           | 1939年（昭和14年） | ニューヨーク     | アメリカ合衆国 |                |                                                                                     |
| サンフランシスコ万国博覧会日本特設館          | ✕    |                                                           | 1939年（昭和14年） | サンフランシスコ | アメリカ合衆国 |                | 共同設計：伊東忠太・大熊喜邦                                                        |
| 東大工学部6号館                               | ○    |                                                           | 1940年（昭和15年） | 東京都文京区     | 日本           |                |                                                                                     |
| 東大農学部3号館                               | ○    |                                                           | 1941年（昭和16年） | 東京都文京区     | 日本           |                |                                                                                     |
| 日立製作所旧小平記念館                        | ○    |                                                           | 1956年（昭和31年） | 茨城県日立市     | 日本           |                | 日立製作所海岸工場内にあったが2021年3月に閉館しており解体予定（記念館は移転済み）。 |
| 安田火災海上本社ビル                          | ○    | 損保ジャパン本社ビル                                      | 1976年（昭和51年） | 東京都新宿区     | 日本           |                | 逝去後に竣工                                                                        |

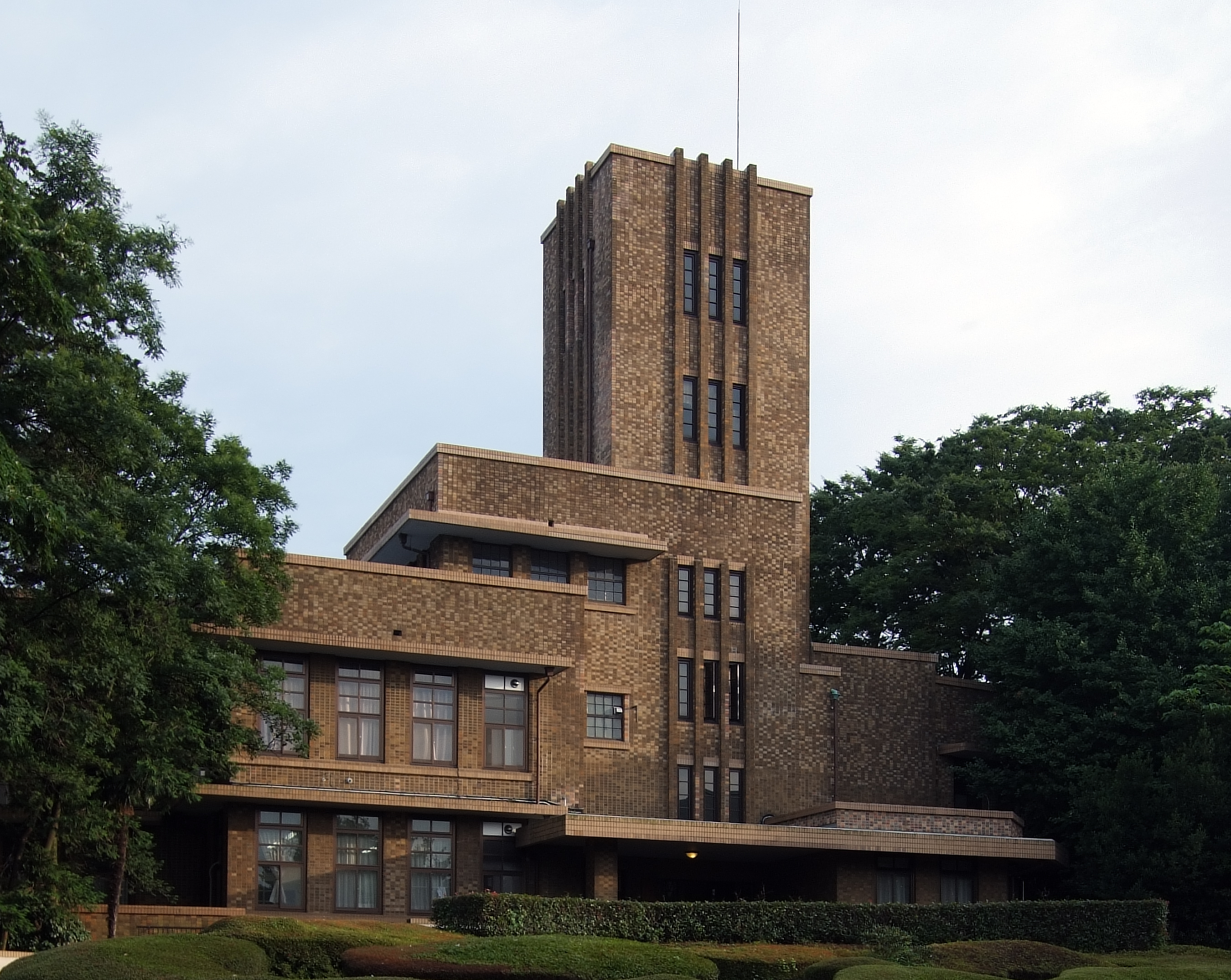
浴風会本館 (1927)
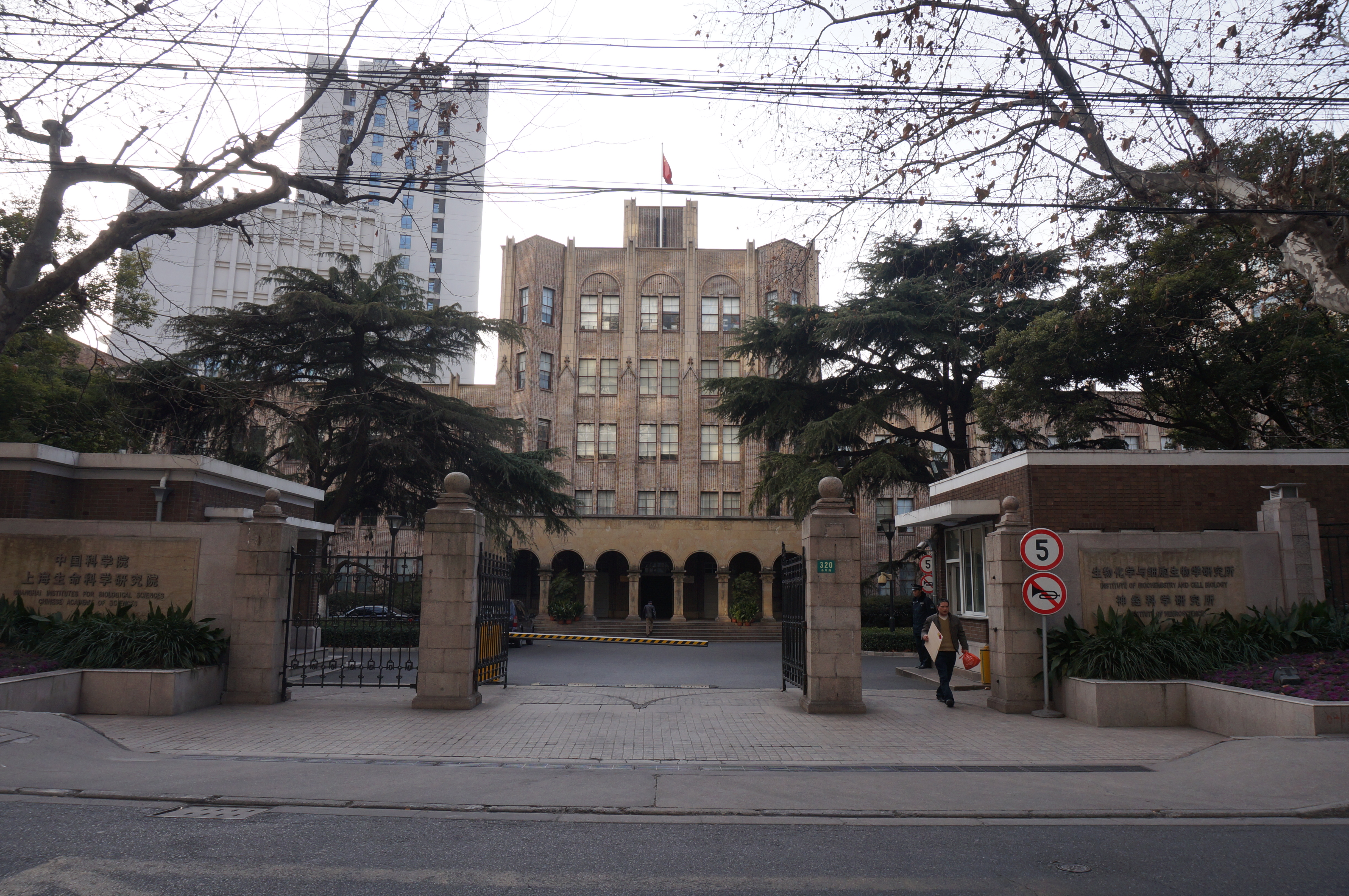
旧上海自然科学研究所 (1930)
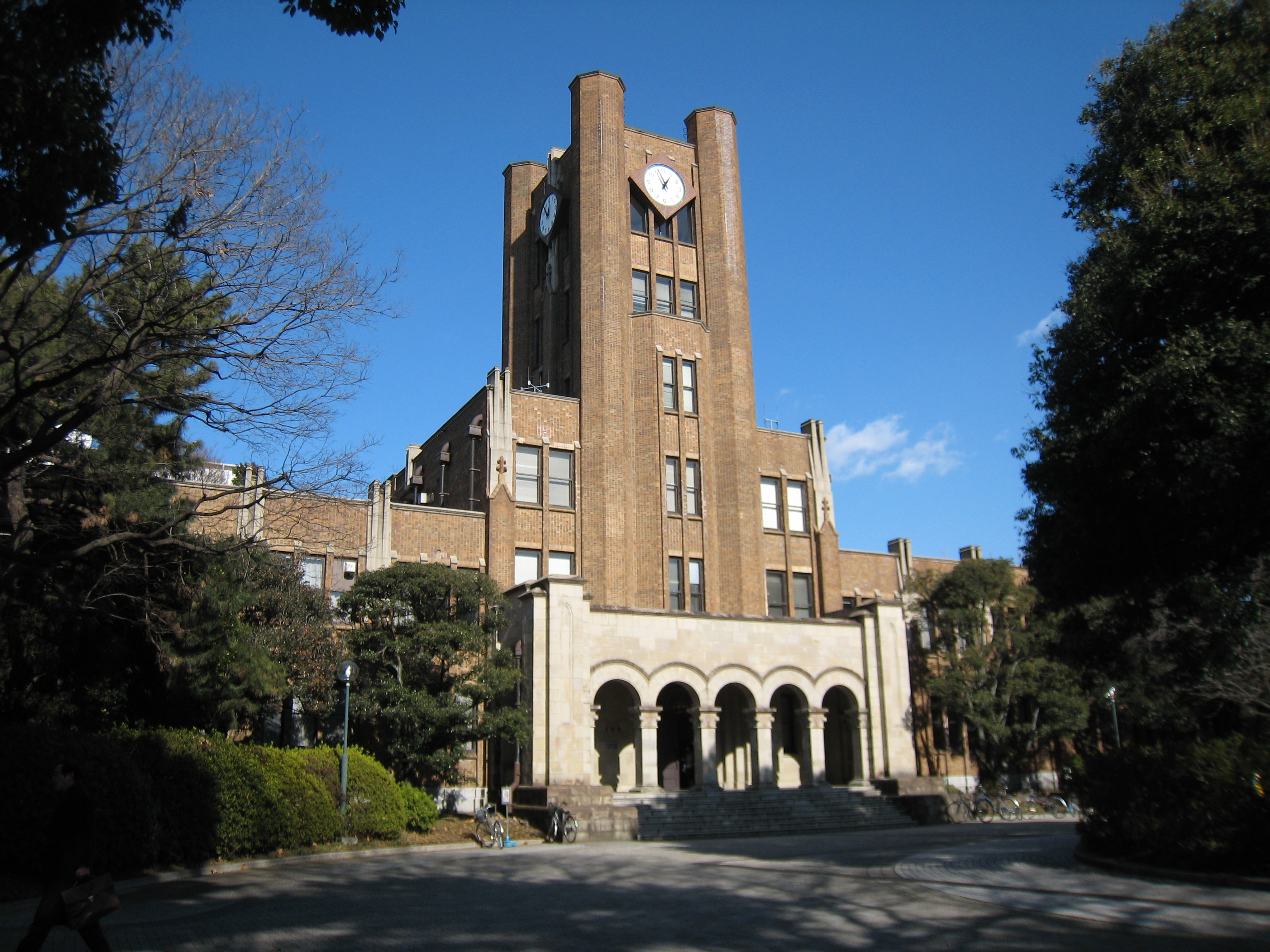
旧制第一高等学校本館 (1933)
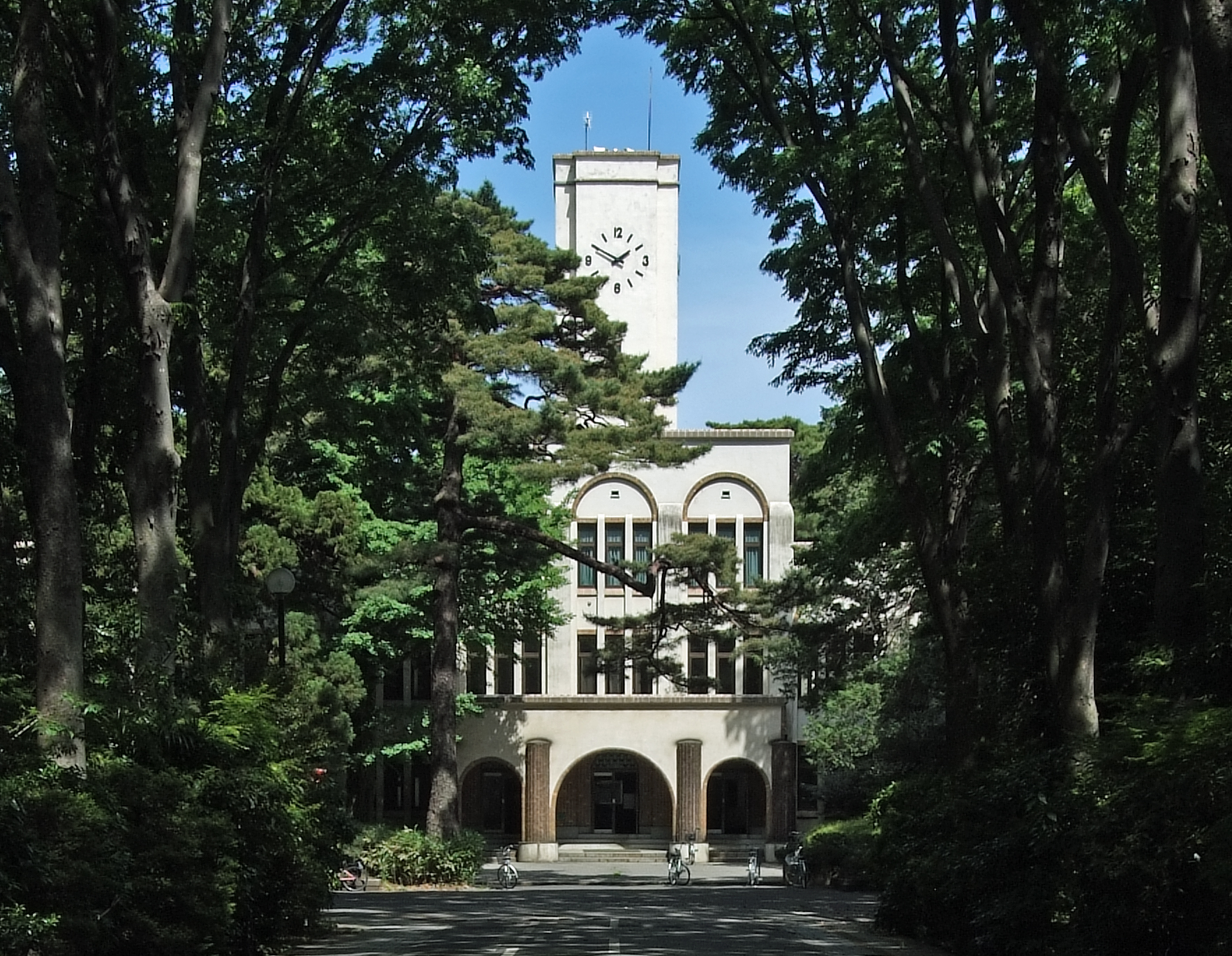
東京高等農林 (1934)
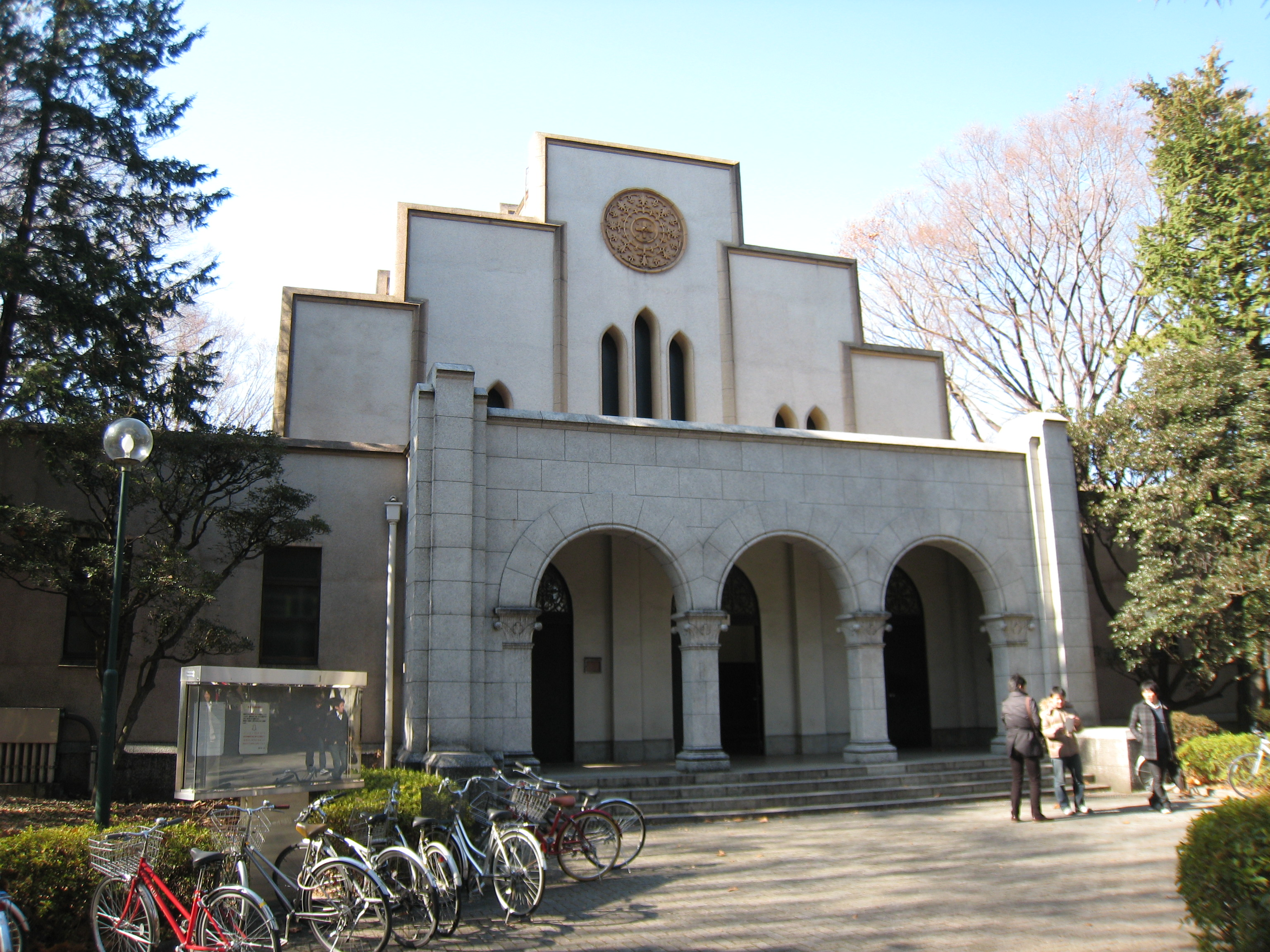
旧制第一高等学校図書館 (1935)
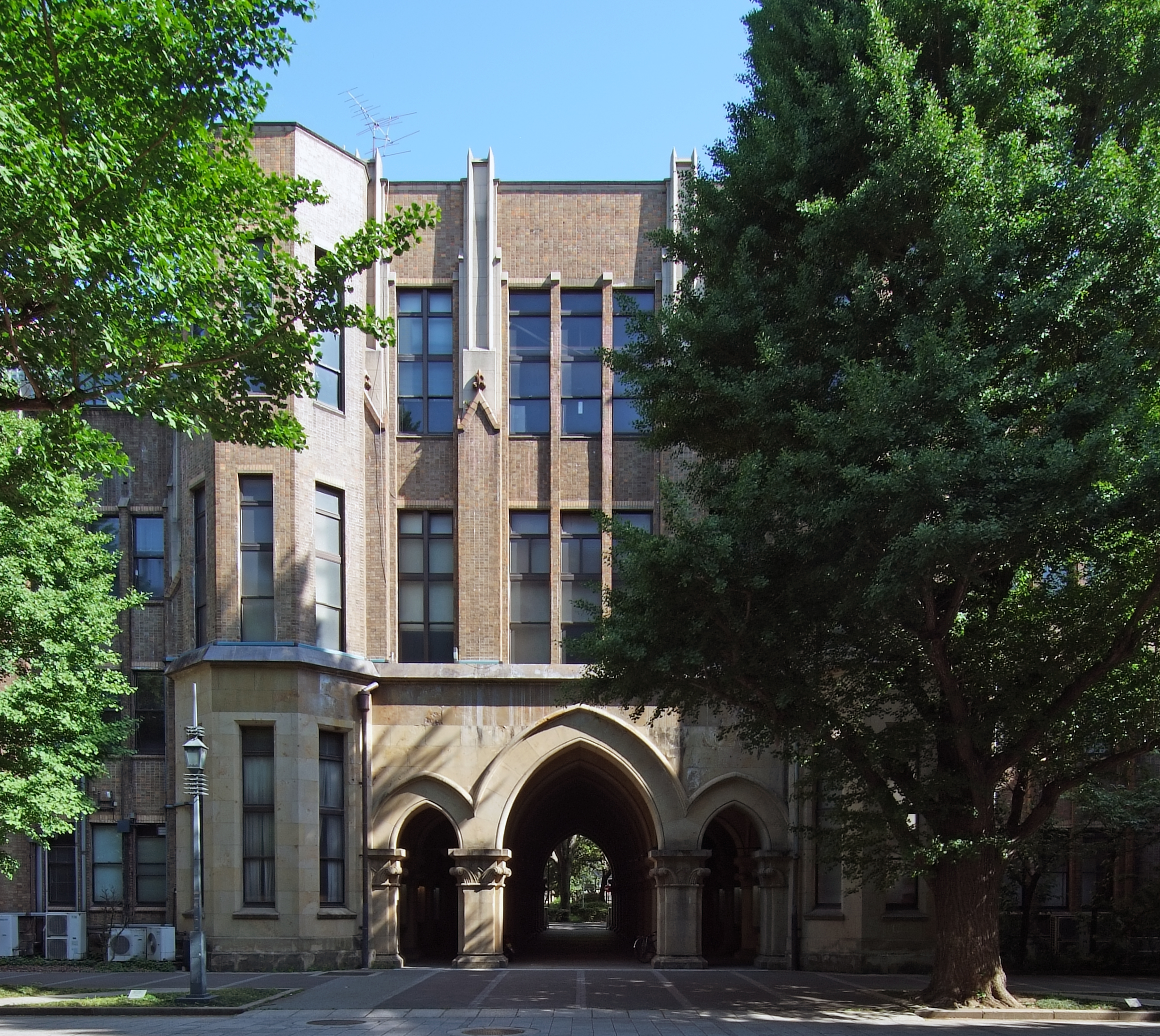
東大法文経1号館 (1935)
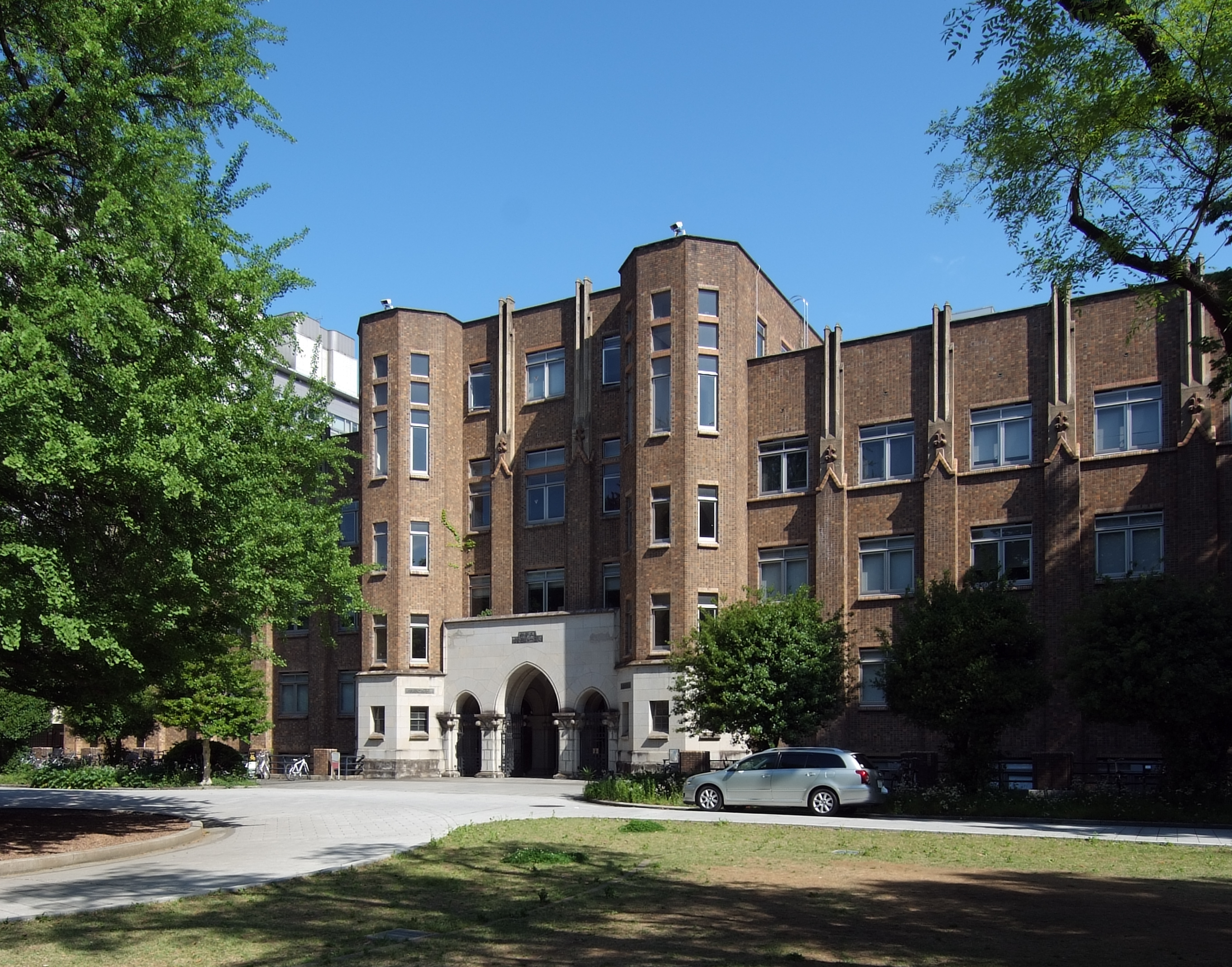
東大工学部1号館 (1935)
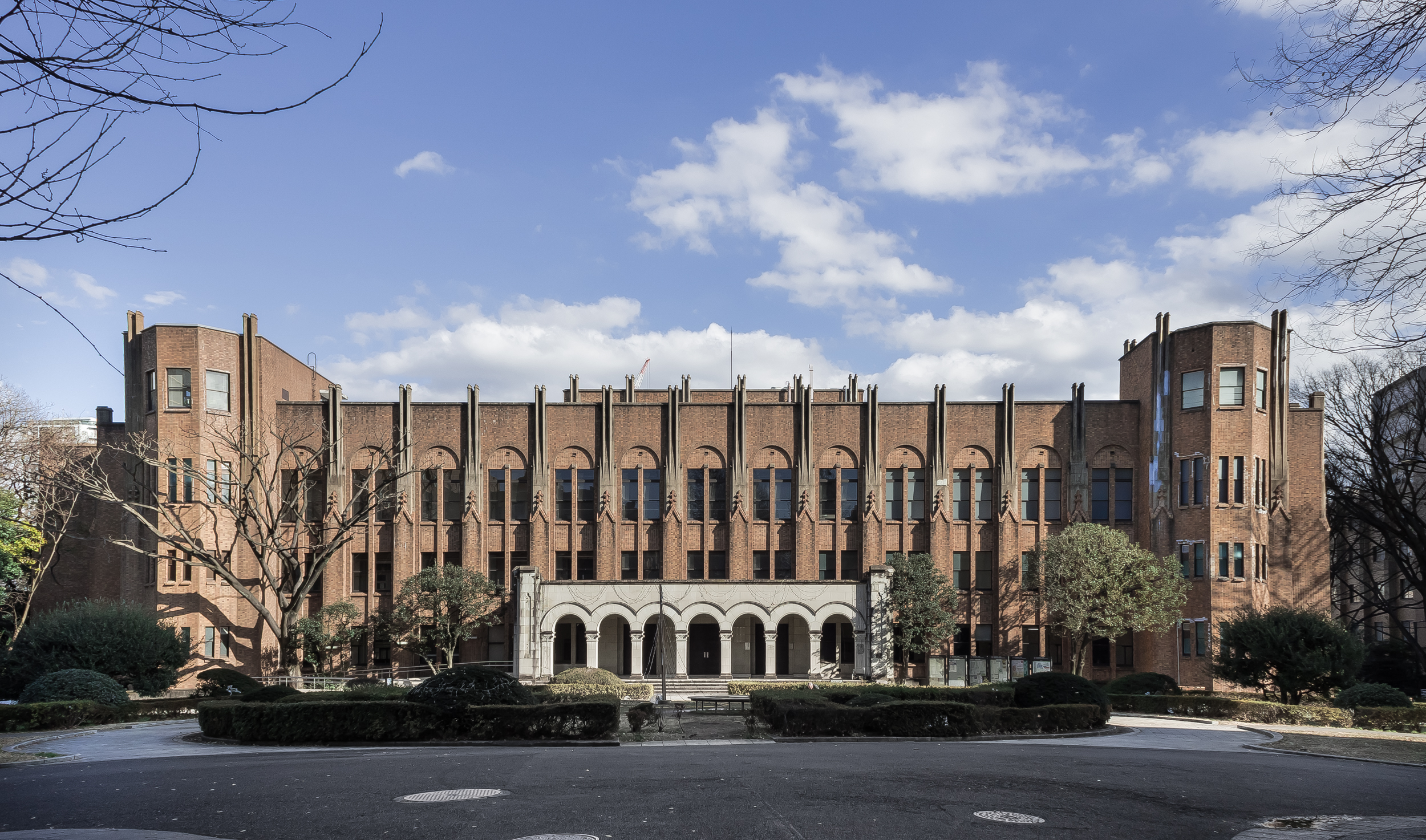
東大医学部本館 (1936)
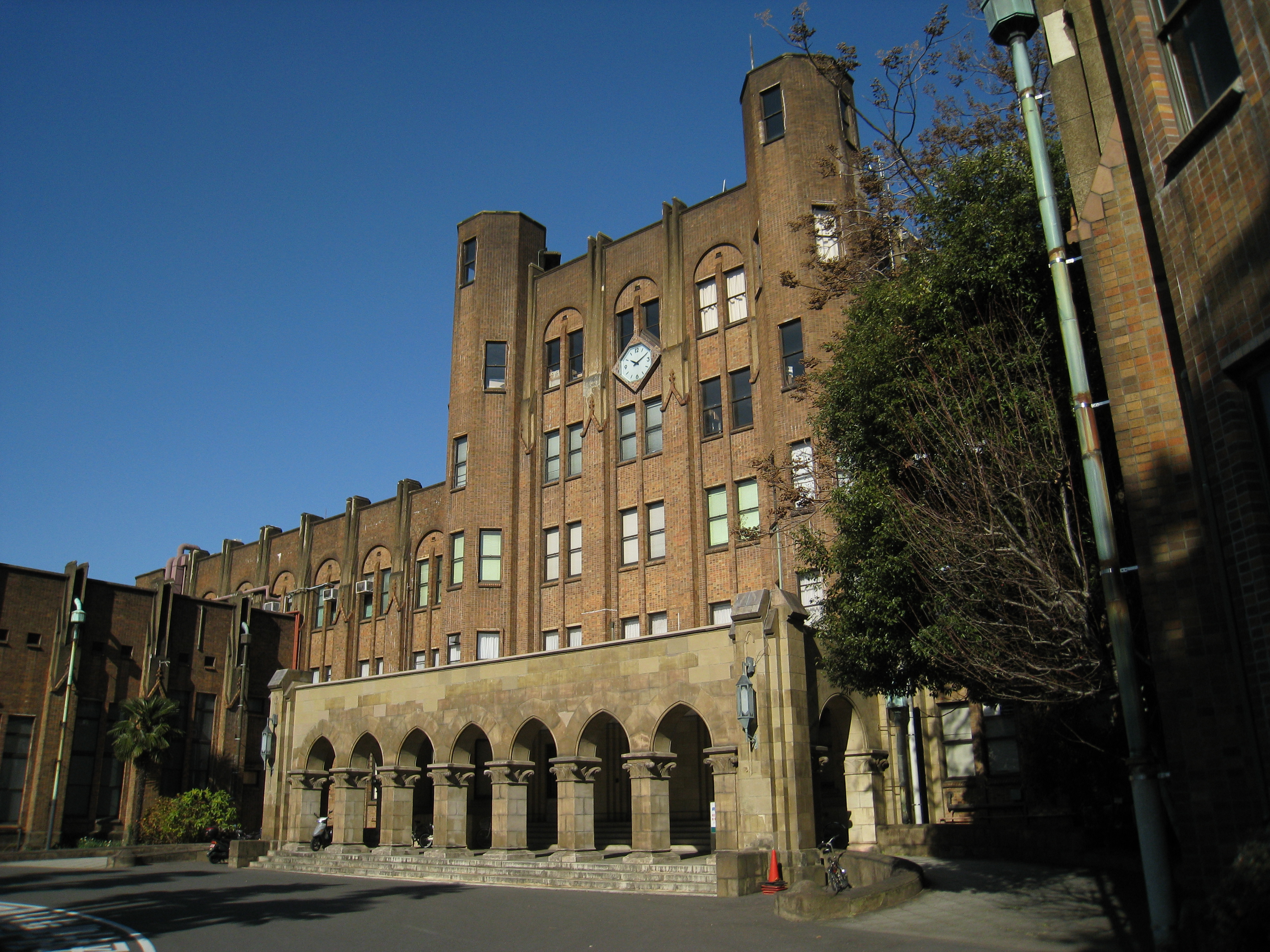
伝染病研究所本館 (1937)
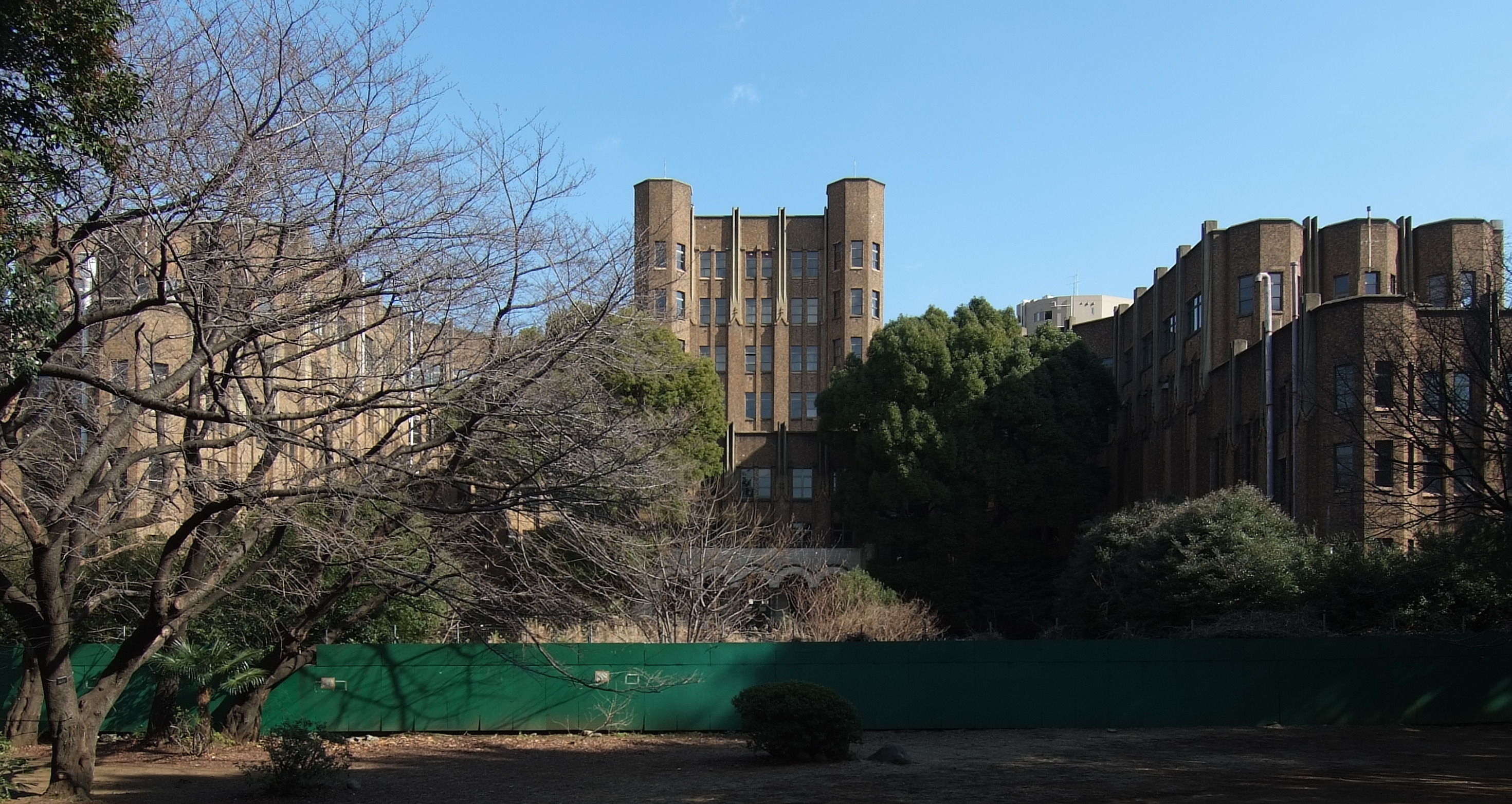
公衆衛生院 (1940)
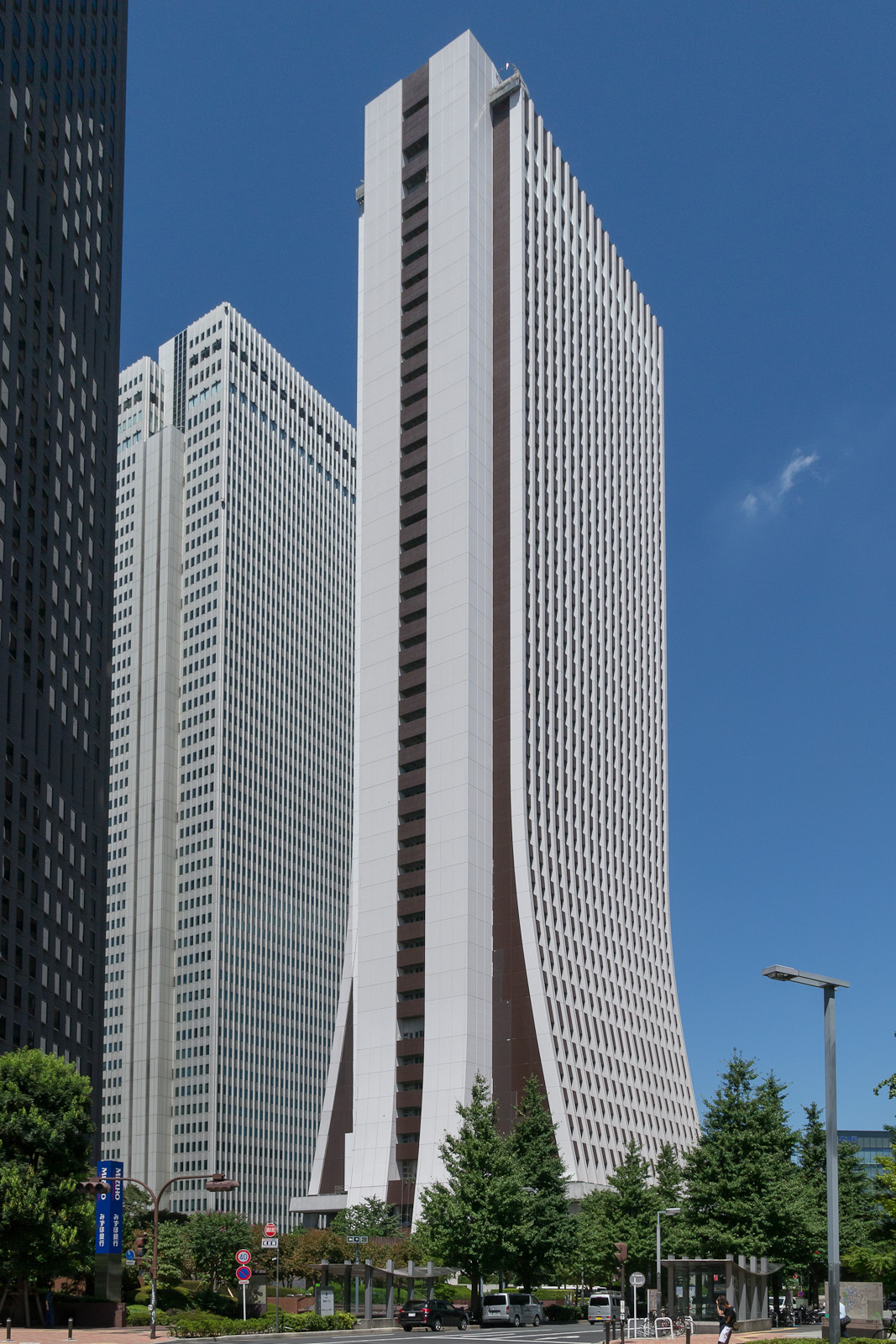
安田火災海上本社ビル (1976)

## 主な著作
- 内田祥三先生作品集、鹿島研究所出版会、1969
- 建築構造汎論　岩波書店、1949
- 鐵筋コンクリートの理論と實際　大法館、1925
- 都市計画の施設に就て～都市と公園　庭園協會編、成美堂書店、1924
- 鐵筋コンクリートの理論　復興建築叢書第11号、復興局建築部
- 木造都市と防火都市　全国市有物件災害共済会、1951

## 資料
内田祥三文庫 - 内田の旧蔵書、関係資料が東京都公文書館に寄贈されている。同潤会関係資料、関東大震災後の土地区画整理事業関係資料など、近代建築・都市計画史上の貴重な史料を含む。